# Justice and Equality Movement
Justice and Equality Movement (JEM) är en rebellgrupp som är inblandad i Darfurkonflikten i västra Sudan och som fram till 2011 leddes av Khalil Ibrahim. JEM ingår i rebellallianserna ARFWS och  Nationella lösrivelsefronten som bekämpar den regeringsstödda Janjaweedmilisen.
JEM är också medlem av Östfronten, en motståndskoalition som deltagit i konflikten i Östsudan.
I maj 2008 angrep JEM Sudans huvudstad Khartoum. Någon vecka senare krävde Khalil Ibrahim att Jan Eliasson och Salim Ahmed Salim skulle avgå som medlare i Darfurkonflikten.